# HD 205872
HD 205872，又名CD-3415163，SAO 213168、HR 8268，是一颗恒星，视星等为6.28，位于銀經11.74，銀緯-48.38，其B1900.0坐标为赤經21h 33m 5.4s，赤緯-34° -48.38′ 42″。